# Еггтер

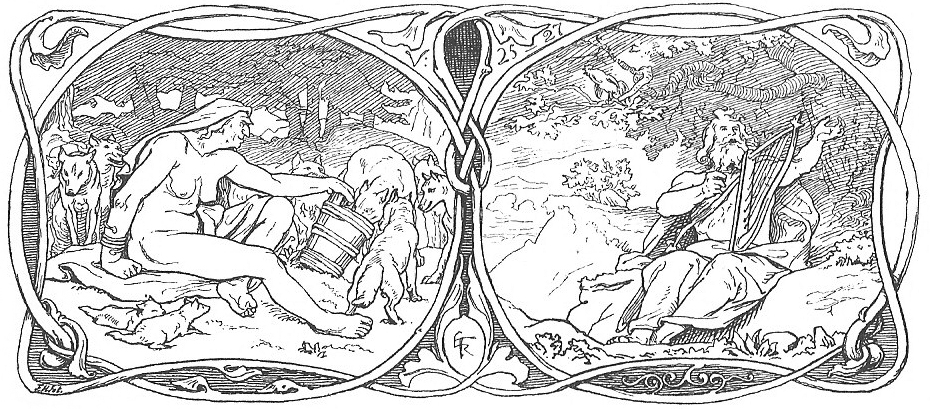
Ілюстрація Лоренца Фреліха: Еггтер і Ф'ялар праворуч, Ярнвідр ліворуч

Еггтер, Eggþér (також Eggthér, або Egdir; давньоскандинавське: [ˈeɡːˌθeːz̠], «Слуга-край») — Йотун, міфічна істота у скандинавській міфології. Він є пастухом самки Йотуна (ймовірно Анґрбода — у германо-скандинавській міфології велетка, одна з йотунів), яка живе в Залізному лісі (Ярнвідр) і вирощує жахливих вовків. У поемі Пророкування вельви (перша пісня «Старшої Едди») Еггер описаний як той, хто сидить на кургані і радісно вдаряє на арфі, а червоний півень Ф'ялар починає кукурікати, сповіщаючи про настання Рагнароку (битва наприкінці світу).